# Załatamino
Załatamino (biał. Залатаміно; ros. Золотомино, Zołotomino) – wieś na Białorusi, w obwodzie homelskim, w rejonie kormańskim, w sielsowiecie Licwinawiczy.